# Busan Open Challenger 2023
Il Busan Open Challenger 2023 è stato un torneo professionistico maschile di tennis giocato sul cemento. È stata la 19ª edizione del torneo e faceva parte della categoria Challenger 125 nell'ambito dell'ATP Challenger Tour 2023. Si è giocato allo Spo 1 Park di Busan, in Corea del Sud, dall'8 al 14 maggio 2023.

## Partecipanti

### Teste di serie
| Nazionalità | Giocatore           | Ranking* | Testa di serie |
| ----------- | ------------------- | -------- | -------------- |
| Australia   | Max Purcell         | 89       | 1              |
| Stati Uniti | Christopher Eubanks | 90       | 2              |
| Australia   | Jordan Thompson     | 91       | 3              |
| Ecuador     | Emilio Gómez        | 115      | 4              |
| Australia   | Rinky Hijikata      | 141      | 5              |
| Australia   | Aleksandar Vukic    | 142      | 6              |
| Giappone    | Kaichi Uchida       | 150      | 7              |
| Canada      | Gabriel Diallo      | 169      | 8              |

* Ranking al 24 aprile 2023.

### Altri partecipanti
I seguenti giocatori hanno ricevuto una wild card per il tabellone principale:
- Chung Hyeon
- Chung Yun-seong
- Nam Ji-sung

I seguenti giocatori sono entrati in tabellone come alternate:
- Omar Jasika
- Daniel Masur

I seguenti giocatori sono passati dalle qualificazioni:
- Yasutaka Uchiyama
- Renta Tokuda
- Yuki Mochizuki
- Jason Jung
- Luke Saville
- Hiroki Moriya

## Punti e montepremi
| Torneo    | Torneo              | V      | F      | SF    | QF    | 2T    | 1T    | Q | Q2  | Q1  |
| Singolare | Punti               | 125    | 75     | 45    | 25    | 11    | 0     | 5 | 2   | 0   |
| Singolare | Premi in denaro ($) | 21,650 | 12,770 | 7,560 | 4,400 | 2,590 | 1,565 | – | 785 | 395 |
| Doppio    | Punti               | 125    | 75     | 45    | 25    | –     | 0     | – | –   | –   |
| Doppio    | Premi in denaro ($) | 9,350  | 5,440  | 3,250 | 1,930 | –     | 1,080 | – | –   | –   |

## Campioni

### Singolare
Aleksandar Vukic  ha sconfitto in finale  Max Purcell con il punteggio di 6–4, 1–0 rit.

### Doppio
Evan King /  Reese Stalder hanno sconfitto in finale  Max Purcell /  Rubin Statham per walkover.